# Гербильский, Григорий Юльевич
Григорий Юльевич Гербильский (14 декабря 1904, Екатеринослав — 14 марта 1991, Киев) — советский историк, доктор исторических наук (1966), профессор (1967), партийный деятель, крупный исследователь истории Галиции и Западной Украины.

## Биография
Родился в Екатеринославе в семье врача Юлия Григорьевича (Юдко Гиршевича) Гербильского (1877—1933) и его жены, Полины Яковлевны (1877—1941). Его дед был купцом второй гильдии, членом правления и старостой Хоральной синагоги Екатеринослава, попечителем Екатеринославской еврейской больницы, гласным Екатеринославской городской думы в 1883—1887 и 1887—1890 годах.
Г.Гербильский 1928 году окончил Днепропетровский институт народного образования (социально-экономическое отделение факультета профобразования).  Работал преподавателем рабфаков Днепропетровского института инженеров транспорта (1930–1933) и Днепропетровского филиала Украинской промакадемии (1931–1933), старшим научным сотрудником, а затем заместителем директора по науке Днепропетровского исторического архива (1932–1938) и Днепропетровского исторического музея (1938–1940).
В 1940 году был командирован во Львов для оказания помощи в создании экспозиции Львовского исторического музея. 
В 1941 году незадолго перед началом Великой Отечественной войны выехал в Киев и в конце августа того же года был направлен Наркомпросом в Краснодарский край (станица Михайловская), где вместе с женой — З.А.Володченко — работал в детском доме для испанских детей. В декабре 1941 года детский дом был эвакуирован в Саратов.
В 1946 году вернулся во Львов, работал на историческом факультете на кафедре отечественной истории
Кандидатская диссертация (1946, ЛГУ): «Петр Первый в Западной Украине (1706–1707)», докторская диссертация (1966,  Москва, Институт славяноведения АН СССР в): «Развитие прогрессивных идей в Галичине в первой половине XIX века (до 1848 г.)».
С 1986 года на пенсии, жил в Киеве.

##### Семья
- 1-й брак — Лидия Порфирьевна Тарасюк (1905—1973), учительница иностранного языка. Дети: Александр (г.р.1926), Карина (в замуж. Трунова-Красовская; 1934—1983), Юлий (г.р.1935).
- 2-й брак — Зинаида Андреевна Володченко (1915—1995), музейный работник.

Двоюродные братья: Виктор Львович Гербильский (1892—1966, Днепропетровск), биолог, доктор медицинских наук и Николай Львович Гербильский (1900, Екатеринослав—1967, Ленинград), ихтиолог, доктор биологических наук, профессор ЛГУ.
Двоюродная сестра: Любовь Самойловна Гербильская (1894—1976), жена немецкого политического деятеля Вилли Будиха.

## Работы
- Украинские казачьи полки и украинское ополчение в Отечественной войне 1812 г. — Москва, 1943;
- Український народ у Вітчизняній війні 1812: Зб. док. К., 1948; Петро І в Західній Україні 1706—1707 рр. — Л., 1948;
- До історії Львова в добу феодалізму: 13–14 ст. // Доповіді та повідомлення Львівського університету, 1955. — Т.5, № 1. — С.30–36;
- Русско-польский союз и Жолковский стратегический план // Полтава. К 250-летию Полтавского сражения. — М., 1959. — С.63–90;
- До питання про історичні погляди Д.Зубрицького //  Вісник Львівського університету. Серія «Iсторія», 1967. — № 4. — С.63–70.
- Галиция в «Колоколе» А. И. Герцена и Н. П. Огарева // Связи революционеров России и Польши 19 — нач. 20 в. — Москва, 1968;
- Іван Франко про історичну дружбу і революційне єднання російського і українського народів. — Л., 1981 (співавтор)